# Flowamatic-9
Flowamatic-9 — компіляція американського реп-гурту 3X Krazy, видана лейблами RT Entertainment та Moe Doe Entertainment за ініціативи Keak da Sneak 14 жовтня 2003 р. До релізу увійшли ремікси композицій з міні-альбому Sick-O й невидані треки. Дизайн та арт-дирекція: Браян Бредлі.

## Список пісень
1. «Intro» — 1:43
2. «Ho Fuckin Season» (з участю Father Dom) — 4:56
3. «Down Ass Niggas» — 5:00
4. «Smoked in the Hood» — 5:11
5. «Sick-O» (з участю Seagram та Gangsta P) — 5:32
6. «It Goes Down» — 5:17
7. «Sunshine» (з участю Michael Marshall) — 5:16
8. «Now You Know» — 4:12
9. «Murder Show» — 4:01
10. «Funk All Day» — 4:33
11. «Put Me to the Test» (з участю N-D-Cent) — 6:16
12. «Outro» — 0:40